# Našice

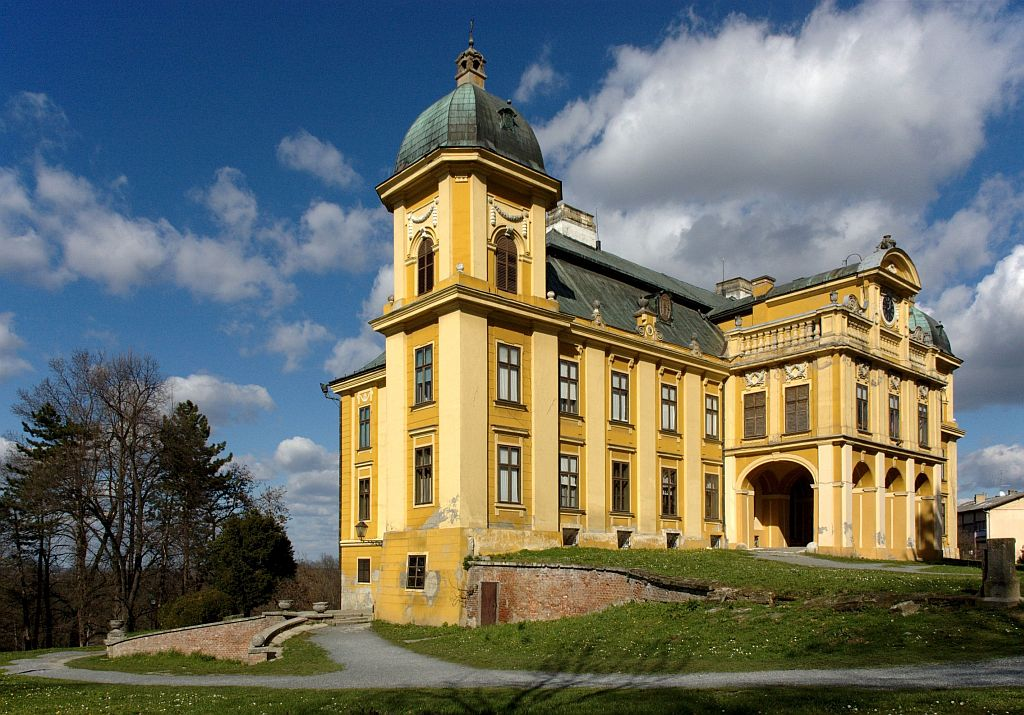
Zámek v Našicích

Našice (maďarsky Nekcse) je město v Chorvatsku, ve východní Slavonii, nedaleko Osijeku (51 km). Žije zde 8 173 obyvatel.

## Charakter města
Našice leží na hlavní silnici Varaždin – Virovitica – Našice – Osijek (silnice D2) a na železniční trati Záhřeb – Koprivnica – Osijek. Nejvíce rozvinuté je zemědělství a rybolov, je zde ale také zastoupeno zpracování železa, výroba cementu a těžba kamene. Oblíbené jsou projížďky lodí na nedalekých rybnících. Nedaleko města se nachází i soukromá zoologická zahrada.

## Historie
První zmínka o městě je z roku 1229, kdy ještě neslo název Nekche. Z dob středověku se zachovaly některé památky (jako např. gotický kostel). Do Našic dnes jezdí i turisté – hlavně díky okolní krajině. Na místním zámku žila a zemřela první a nejvýznamnější chorvatská hudební skladatelka Dora Pejačević (1885-1923). Pamětní síň věnovaná jejímu životu a dílu se nachází v Městském muzeu.